# Valentina Sassi
Valentina Sassi (ur. 12 lipca 1980 w Seravezza) – włoska tenisistka.
Tenisistka, osiągająca sukcesy głównie w turniejach rangi ITF. Zadebiutowała w kwietniu 1997 roku w kwalifikacjach do niewielkiego turnieju w Anguilli we Włoszech. Sprawiła tam niespodziankę i dotarła do trzeciej rundy kwalifikacji, pokonując w drugiej rundzie Marię Elenę Camerin. W trzeciej trafiła na Jelenę Diemientiewę i po trzysetowym meczu przegrała 2:6, 6:4, 0:6. Po raz pierwszy w głównej fazie rozgrywek zagrała w Muri Antichi, otrzymawszy od organizatorów dziką kartę. Wygrała tam pierwszą rundę, ale przegrała w drugiej. W październiku 1998 roku wygrała kwalifikacje w Saint Raphael, pokonując w decydującym starciu Vanessę Henke, a potem, w turnieju głównym dotarła do ćwierćfinału, w którym pokonała ją Camille Pin. Jeszcze tego samego roku wygrała swój pierwszy turniej w Rio de Janeiro, zwyciężając w finale z Brazylijką Joaną Cortez. W sumie, w czasie swojej kariery wygrała sześć turniejów w grze pojedynczej i siedem w grze podwójnej rangi ITF.
W lipcu 1999 roku odnotowała swój debiut w rozgrywkach WTA, biorąc udział w eliminacjach do turnieju w Palermo. Odpadła jednak już w pierwszej rundzie. Podobnie było w następnym roku, też na tym samym turnieju. Przełom nastąpił w 2001 roku. W maju wygrała eliminacje do turnieju w Madrycie, pokonując w decydującym meczu Conchitę Martínez Granados, co oznaczało, po raz pierwszy w karierze, udział turnieju głównym. Niestety, już w pierwszej rundzie Rita Grande okazała się od niej lepsza. W czerwcu zagrała w kwalifikacjach do wielkoszlemowego turnieju w Wimbledonie, ale odpadła po pierwszej rundzie, natomiast w sierpniu, w US Open dotarła do trzeciej rundy kwalifikacji. W następnych latach brała wielokrotnie brała udział w kwalifikacjach do wszystkich czterech turniejów Wielkiego Szlema, ale nigdy nie udało jej się wystąpić w fazie głównej turnieju.
Najwyższe miejsce w światowym rankingu osiągnęła w kwietniu 2002 roku, plasując się na 144 miejscu.

## Wygrane turnieje rangi ITF
| turnieje z pulą nagród 100 000 $ |
| turnieje z pulą nagród 75 000 $  |
| turnieje z pulą nagród 50 000 $  |
| turnieje z pulą nagród 25 000 $  |
| turnieje z pulą nagród 15 000 $  |
| turnieje z pulą nagród 10 000 $  |

### Gra pojedyncza
|    | Data       | Turniej        | Kat. | ($)    | Naw.     | Finalistka              | Wynik         |
| 1. | 29/11/1998 | Rio de Janeiro | ITF  | 10 000 | twarda   | Joana Cortez            | 7:6, 3:6, 6:3 |
| 2. | 14/11/1999 | Hawr           | ITF  | 10 000 | ziemna   | Virginie Razzano        | 6:1, 2:6, 7:5 |
| 3. | 17/06/2001 | Grado          | ITF  | 25 000 | ziemna   | Antonella Serra Zanetti | 6:3, 7:5      |
| 4. | 15/07/2007 | Imola Tozzona  | ITF  | 10 000 | dywanowa | Giulia Gatto-Monticone  | 7:6, 6:2      |
| 5. | 16/09/2007 | Casale         | ITF  | 10 000 | ziemna   | Aurélie Védy            | 3:6, 7:6, 6:2 |
| 6. | 30/09/2007 | Ciampino       | ITF  | 10 000 | ziemna   | Verdiana Verardi        | 6:1, 1:6, 6:3 |